# Yvan Attal
Yvan Attal (ur. 4 stycznia 1965 w Tel Awiwie) – izraelsko-francuski aktor filmowy i telewizyjny.

## Życiorys
Urodzony w Tel Awiwie, dorastał w Paryżu. Ma francusko-algiersko-żydowskich rodziców.
Zadebiutował na dużym ekranie rolą Halperna w komedii romantycznej Świat bez litości (Un monde sans Pitié, 1989), za którą otrzymał nagrodę Cezara dla najbardziej obiecującego aktora i nagrodę im. Michela Simona w St. Denis. Pierwszym reżyserowanym przez niego filmem fabularnym był melodramat Moja żona to aktorka (Ma femme est une actrice, 2001).
Pojawił się także w dramacie kryminalnym Sydneya Pollacka Tłumaczka (The Interpreter, 2005) z Seanem Pennem i Nicole Kidman, dramacie sensacyjnym Stevena Spielberga Monachium (Munich, 2005) u boku Erica Bany, Daniela Craiga i Mathieu Kassovitza oraz komedii Bretta Ratnera Godziny szczytu 3 (Rush Hour 3, 2007) z udziałem Romana Polańskiego.
Zajmuje się także dubbingiem, użyczył swojego głosu bohaterom odtwarzanym przez Toma Cruise’a we francuskich wersjach filmów: Oczy szeroko zamknięte (Eyes Wide Shut, 1999), Mission: Impossible II (2000) i Vanilla Sky (2001).

## Życie prywatne
W 1991 związał się z Charlotte Gainsbourg, z którą ma trójkę dzieci: Bena (ur. 12 czerwca 1997), Alice (ur. 8 listopada 2002) i Joe (ur. 16 lipca 2011).

## Filmografia
- 2001: Moja żona jest aktorką (Ma femme est une actrice) w roli samego siebie
- 2002: Piano Bar (And now... Ladies and Gentlemen) jako David
- 2004: I żyli długo i szczęśliwie (Ils se marièrent et eurent beaucoup d'enfants) jako Vicent
- 2005: Anthony Zimmer jako Francois Taillandier
- 2005: Monachium (Munich) jako Tony, przyjaciel Andreasa
- 2005 Tłumaczka (The Interpreter) jako Philippe
- 2007: Godziny szczytu 3 (Rush Hour 3) jako George
- 2017: Facet do wymiany (Rock'n Roll) jako Yvan Attal